# Antonio Martín y Coll
Pour les articles homonymes, voir Antonio Martín.
Antonio Martín y Coll (né à Tarragone le 18 décembre 1671 et mort après 1734) est un organiste, théoricien de la musique et compositeur espagnol de la période baroque.

## Éléments de biographie
Martín y Coll a grandi dans un monastère puis plus tard est devenu frère franciscain. Les dernières années de sa vie se sont écoulées au monastère de la basilique de Saint François le Grand, à Madrid. Il est probablement décédé à cet endroit entre 1733 et 1735.

## Œuvres
Bien qu'il ait été surtout organiste, Martín y Coll a également écrit quelques traités ( Arte de canto llano, y breve resumen de sus principales reglas, para cantores de choro, Madrid, 1714 et Breve suma de todas las reglas de canto llano y su explicación, Madrid, 1734). Cependant, sa renommée aujourd'hui repose sur les quatre volumes des Flores de música (1706-1709), une compilation de centaines de pièces pour le clavier, pratiquement toutes anonymes. Étant donné que ces œuvres étaient célèbres à l'époque de la compilation, il est possible que le public d'alors connaissait leurs auteurs. Les experts d'aujourd'hui ont réussi à attribuer une grande partie de ces œuvres à l'autorité d'Arcangelo Corelli, Georg Friedrich Haendel, Girolamo Frescobaldi, Joan Cabanilles et Antonio de Cabezón.
Le cinquième volume des Flores de música, intitulé Ramillete oloroso: suabes flores de música para órgano, contient surtout de la musique pour cet instrument. On pense qu'en général, les œuvres de ce volume sont des compositions de Martín y Coll en personne. Deux d'entre elles sont des variations sur La folia, une composition de vaste dimension Diferencias sobre las folías et une plus brève, Folías.
Le manuscrit des Flores de música est conservé à la Bibliothèque nationale d'Espagne.